# 스즈키 후쿠
스즈키 후쿠(鈴木 福, 2004년 6월 17일 ~ )는 일본의 아역 배우이다.
도쿄 출신으로 Theatre 아카데미 (극단 코스모스) 소속이며, 동생은 같은 아역 배우인 스즈키 유메이다.

## 개요
2006년 NHK 교육 텔레비전 (현 : NHK ETV)의 《이나이 이나이 바앗!》을 통해 연예계 데뷔하였다.
2010년 NHK 연속 TV 소설 《게게게 여보》와 같은 해 영화 《촌마게 푸딩》 등에 출연하였다.
2011년 후지 TV 드라마틱 선데이 《마루모의 규칙》에서 쌍둥이 동생 사사쿠라 토모키 역으로 출연하였고, 드라마 최고 시청률은 23.9%, 최종회 순간 최고 시청률은 27.5%를 기록했다. 드라마 속 쌍둥이 누나 역의 아시다 마나와의 유닛 카오루와 토모키, 때때로 무크.로 동 드라마 주제가 마루 마루 모리 모리!로 CD 데뷔하여 50만장의 높은 판매를 기록하였고, 10세 미만의 가수로는 42년만의 쾌거를 달성했다. 같은 해 10월 NTV 드라마 《요괴 인간 벰》에서 베로 역으로 출연하였다. 2012년 12월 31일 열린 제62회 NHK 《홍백가합전》에서는 《마루모의 규칙》에서 공연한 아시다 마나와 함께 만7세 최연소의 나이로 출연하였다.
2012년 3월 공개의 영화 《도라에몽 노비타와 기적의 섬~ 동물 어드벤쳐》에 후쿠 역으로 특별출연을 하였고, 32번째 도라에몽의 영화 시리즈중에서는 역대 최연소 출연이 된다. 같은 해 4월기 TBS 드라마 《어린이 경찰》에서 연속 드라마 첫 주연을 맡았다. 같은 해 4월 방송된 후지 TV 《기묘한 이야기 2012년 봄 특별편 "7살이 되면"》에서 프로그램 사상 최연소 주연으로 첫 공포에 출연했다. 또한 TV 애니메이션 《도라에몽 "100년 후 상자 프로젝트"》 네비게이터로 여동생의 스즈키 유메와 함께 고정 출연했으며, 같은 해 4월부터 후지 TV 《와랏테 이이토모》의 Holiday 레귤러에 발탁된다. 학교가 쉴 수 공휴일에만 출연으로 이 프로그램 사상 최연소의 레귤러가된다. 같은 해 5월 제15회 닛칸 스포츠 드라마 그랑프리 남우조연상을 사상 최연소로 수상하였다.

## 인물 및 에피소드
- 후쿠의 어머니는 츠루노 타케시와 츠보타 루의 중학교 시절의 동창이다.[3] 일본 악기 연주자로서 거문고 콩쿨에서 수상 경력이나 텔레비전이나 라디오에서 연주한 경험이 있다.
- 《마루모의 규칙》에 출연했을 때 눈물을 흘리는 장면에서 처음에는 스탭이 안약을 제공했지만 , "눈물은 자신이 흘립니다"라고 안약의 사용을 거부해 출연한 아베 사다오를 놀라게 했다.
- 드라마 《프리터, 집을 사다》에서 주연 니노미야 카즈나리의 어린 시절을 연기하였는데, 우연하게도 니노미야와 생일이 같으며, 왼손잡이인 것 또한 같다.[4]
- NTV 드라마 《요괴 인간 벰》로 공동 출연한 카메나시 카즈야가 기간 한정으로 캐스터를 하였던 《Dramatic Game 1844》에 게스트로 출연해, 카메나시 카즈야, 안과 함께 프로 야구를 함께 관전하였다.
- 가면 라이더 대팬이다.

## 출연 작품

### 영화
- 2009년 《모든 것은 바다가 된다》
- 2010년 《촌마게 푸딩》 - 유사 토모야 역
- 2010년 《골든 슬럼버》 - 츠루타 타츠미 역
- 2011년 《우리 개 이야기》
- 2011년 《오키 부부의 지옥행 신혼여행》
- 2012년 《요괴인간 벰 극장판》 - 베로 역

### 텔레비전 드라마
- 《월요 골든 "도츠가와 경부 시리즈 40 생명"》 (2008년 10월, TBS)
- 《경관의 피》(2009년, TV아사히)
- 《고스트타운의 꽃》 - 야나가와 히로키 역 (2009년, TV아사히)
- 《대마신 카논》 - 쇼타 역 (2010년, TV도쿄)
- 《팀 바티스타2 제너럴 루즈의 개선 - 8화~10화》 - 사카자키 요타 역 (2010년 5월~6월, 후지TV)
- 《마더 - 10화》 - 류헤이 역 (2010년, NTV)
- 《게게게 여보》 - 다카시 역 (2010년, NHK)
- 《프리터, 집을 사다.》 - 다케 세이지 역 (2010년, 후지TV)
- 《고대소년대 도군 파이브》 - 히토시 역 (2010년, TBS)
- 《가면 라이더 오즈 - 10화》 - 소년 역 (2010년, TV아사히)
- 《유성 - 최종회》 - 소년 역 (2010년, TBS)
- 《붉은 손가락~신참자 가가 교이치로 다시 한 번!》 - 마에하라 아키오 역 (2011년, TBS)
- 《스쿨!!》 - 나루세 쇼타로 역 (2011년, 후지TV)
- 《데카완코 - 5화》 (2011년, NTV)
- 《최상의 명의 - 7화, 8화》 - 사카모토 가즈마 역 (2011년, TV도쿄)
- 《CO 이식 코디네이터》 - 구라모토 마코토 역 (2011년, WOWOW)
- 《마루모의 규칙》 - 사사쿠라 토모키 역 (2011년, 후지TV)
- 《아름다운 그대에게~미남☆파라다이스~ - 1화》 - 사사쿠라 토모키 역 (2011년, 후지TV)
- 《마루모의 규칙 - 스페셜》 - 사사쿠라 토모키 역 (2011년, 후지TV)
- 《요괴인간 벰》 - 베로 역 (2011년, NTV)
- 《블랙보드 - 시대와 싸운 교사들》 - 시라하마 타카시 역 (2012년, TBS)
- 《어린이 경찰》 - 오누마 시게루 역 (2012년, TBS)
- 《잇큐상》 - 잇큐상/센기쿠마루 역 (2012년, 후지TV)
- 《어나더 페이스 형사 총무과 오오모토 테츠》 - 오토모 유우토 역 (2012년, TV아사히)
- 《기묘한 이야기 2012 봄 특별편 "7살이 되면"》 - 시모하라 카즈미 역 (2012년, 후지TV)
- 《24시간테레비 35 사랑은 지구를 구한다 - 드라마스페셜 "휠체어로 나는 하늘을 난다"》 (2012년, NTV)
- 《악몽짱 - 5화》 - 우에하라 타카시 역 (2012년, NTV)

### 성우
- 2012년 《해피피트 2 춤추는 펭귄 인명 구조대》 - 에릭 역
- 2012년 《도라에몽 노비타와 기적의 섬 - 애니멀 어드벤처》- 후쿠 역
- 2012년 《마쿠다루 쿵푸 유치원》- 마쿠다루 역
- 2015년 《스누피: 더 피너츠 무비》- 찰리 브라운 역

### 버라이어티
레귤러
- be 뽄킷키즈 (2012년 4월~ BS 후지) - 타니 카논과 공동 진행
- 와랏테 이이토모 (2012년 4월~ 후지TV) - Holiday 레귤러

게스트
- SMAP×SMAP 「비스트로 SMAP」 (2011년 6월, 후지TV)※아시다 마나와 공동출연
  - SMAP×SMAP 「비스트로 SMAP」2시간 스페셜 (2011년 10월, 후지TV) ※아시다 마나, 히가 마나미, 세라 마사노리와 공동출연
- 샤베쿠리007 (2011년, NTV)
- VS아라시 (2011년, 후지TV)
- 오샤레이즘 (2011년, NTV)
- 아라시니시야가레 (2011년, NTV)
- 뮤직재팬 (2011년, NHK)
- HEYHEYHEY! (2011년, 후지TV)
- FNS가요제 (2011년, 후지TV)
- 일본레코드대상 (2011년, TBS)
- 베스트아티스트2011 (2011년, NTV) ※카메나시 카즈야를 응원하기 위해 특별출연
- 제62회 홍백가합전 (2011년, NHK)
- 카토리 싱고와 스즈키 후쿠&유메 위험한 인물 주사위 (2012년, TV아사히)
- 톤네루즈의 여러분 덕분입니다 「신·무작정왕결정전」(2012년, 후지TV)

### 프로모션 비디오
- 미즈타니 유우「いっぱい大好き」（2011년）
- 후쿠야마 마사하루「生きてる生きてく」（2012년）

## 음반

### 싱글
- 마루 마루 모리 모리! (2011년 5월 25일, 유니버설 뮤직) - 아시다 마나와의 유닛 카오루와 토모키, 때때로 무크.로 발매.

## 광고
- 유니참
- 우체국 여름 캠페인
- 선스타 Do 클리어
- 베네세 코퍼레이션 도전 1학년 (2010년)
- 유키지루시 <메그밀크> (2010년~ 현재 출연중)
  - 유키지루시 <노르스름하게 구워 녹는 슬라이스 치즈> (2012년~ 현재 출연중)
  - 유키지루시 <네오소프토 마가린> (2010년~ 현재 출연중)
- 산게츠 기능성 벽지 (2010년~ 현재 출연중)
- 스카파! (2011년)
- 카오(花王) 어택 Neo "마루모의 규칙" 공동 CM (2011년)
- AC 재팬 (2011년~2012년)
- 이토요카도 (2011년~ 현재 출연중)
  - 이토요카도 <란도셀 가방> (2010~2011년) ※아시다 마나와 공동출연
- 루스츠 리조트 <루스츠 30주년 스페셜 여름 축제> (2011년) 루스츠 30주년 겨울 CM (2011년)
  - 루스츠 리조트 GW 루스츠 "새해 일기 편", "이벤트 편"(2012년 4월 16일 ~ 5월 3일, 홋카이도 한정)
- 묘죠식품 <차르멜라> (2011년)
- 메디케어 생명보험 (2011년)
- 쿠라시에식품 <푸칫과 과일> (2011년)
  - 쿠라시에식품 <오에카키 판다야키> (2012년)
- 아사히음료 <롯코의 맛있는 물> (2012년~ 현재 출연중)
- 도요타자동차 <시엔타> (2012년~ 현재 출연중)
- 스미후루 <황금바나나 감숙왕> (2012년~ 현재 출연중)

## 수상
2011년
- 제53회 일본 레코드 대상 특별상 ("마루 마루 모리 모리!")[5][6]
- 제4회 페어 레 팅 어워드 어린이 부문[7]
- 제44회 일본 유선 대상 신인상·특별상 (카오루와 토모키, 때때로 무크.)[8]

2012년
- 제15회 닛칸 스포츠 드라마 그랑프리 남우조 연상 ("요괴 인간 벰")
- 제26회 일본 골드 디스크 대상 베스트 5 뉴 아티스트 (방악), 베스트 5 송 바이 다운로드 ("마르 마르 모리 모리")
- 제21회 TV LIFE 연간 드라마 대상 2011 신인상, 남우조연상 ("요괴인간 벰")
- 제8회 드라마 오브 더 이어 2011 최우수 신인 남우상 ("요괴인간 벰")